# Helgoland
Helgoland (fríz nyelven Deät Lun, a.m. „Föld”, angolul régebben Heligoland) sziget az Északi-tengeren, Németország egyetlen igazi nyílt tengeri szigete. Két részből áll, a nagyobbik főszigetből, és a kisebbik, úgynevezett Dünéből. Rendszeres hajójáratok közlekednek Cuxhaven, Bremerhaven és Büsum felé. Vámszabad területnek minősül, így nyaranta sok turista keresi fel.

## Földrajza
A szigetek a Pinnenbergi kerülethez tartoznak, ami Schleswig-Holstein tartomány nyugati részén található. Fekvését tekintve 70 km-re délnyugatra terül el a német-dán határon fekvő Sylt szigetétől és 43 km-re nyugatra az Eiderstedt-félszigettől. Az Elba torkolatától 62 km, a Cuxhavennél lévő partok pedig csak 42 km messzeségben találhatóak.

### A fősziget
A fősziget tulajdonképpen két részre osztható, a keleti egynegyed rész lapályos terület sűrű beépítettséggel, ahol a strand és a kikötő is elhelyezkedik. A nyugati, nagyobbik terület az Oberland, magyarul kb. Felvidéket jelent. Az alacsonyabb részt Unterlandnak, vagyis Alvidéknek hívják. A felvidéki részt éles határvonal választja el az alsótól, hirtelen szökken a magasba és délnyugaton éri el a csúcsot kb. 56 méterrel a tenger szintje felett. A felvidék meredek sziklafallal esik a tengerbe, ezért a nyugati részt sokkal többet támadják a hullámok, már csak az uralkodó nyugatias irányú szelek miatt. Az abszolút magasságrekordot azonban a szigettől különálló sziklaszirt, a Lange Anna (Hosszú Anna) tartja, amely 61,3 méter magas.

### A Düne
A kisebbik sziget, a Düne (jelentése ugyanaz, mint magyarul: dűne) egy 1 km-re fekvő kicsiny strand- vagy homoksziget, amelyet egészen 1721-ig természetes földnyelv kapcsolt a főszigethez. Akkor ez viharban megsemmisült, azóta nem lehet száraz lábbal átkelni a két sziget között. A Dünén található a sziget repülőtere, kempingezőhely, valamint egy faházas falu is.

### Éghajlata

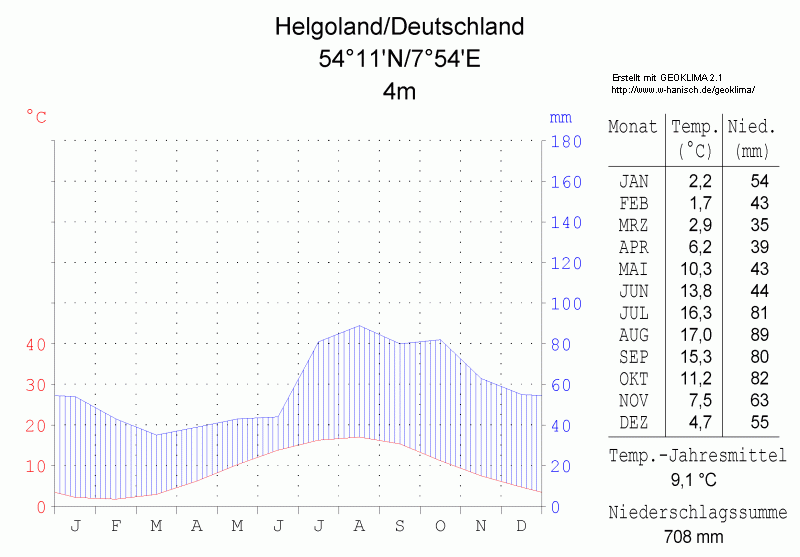
A sziget éghajlati diagramja

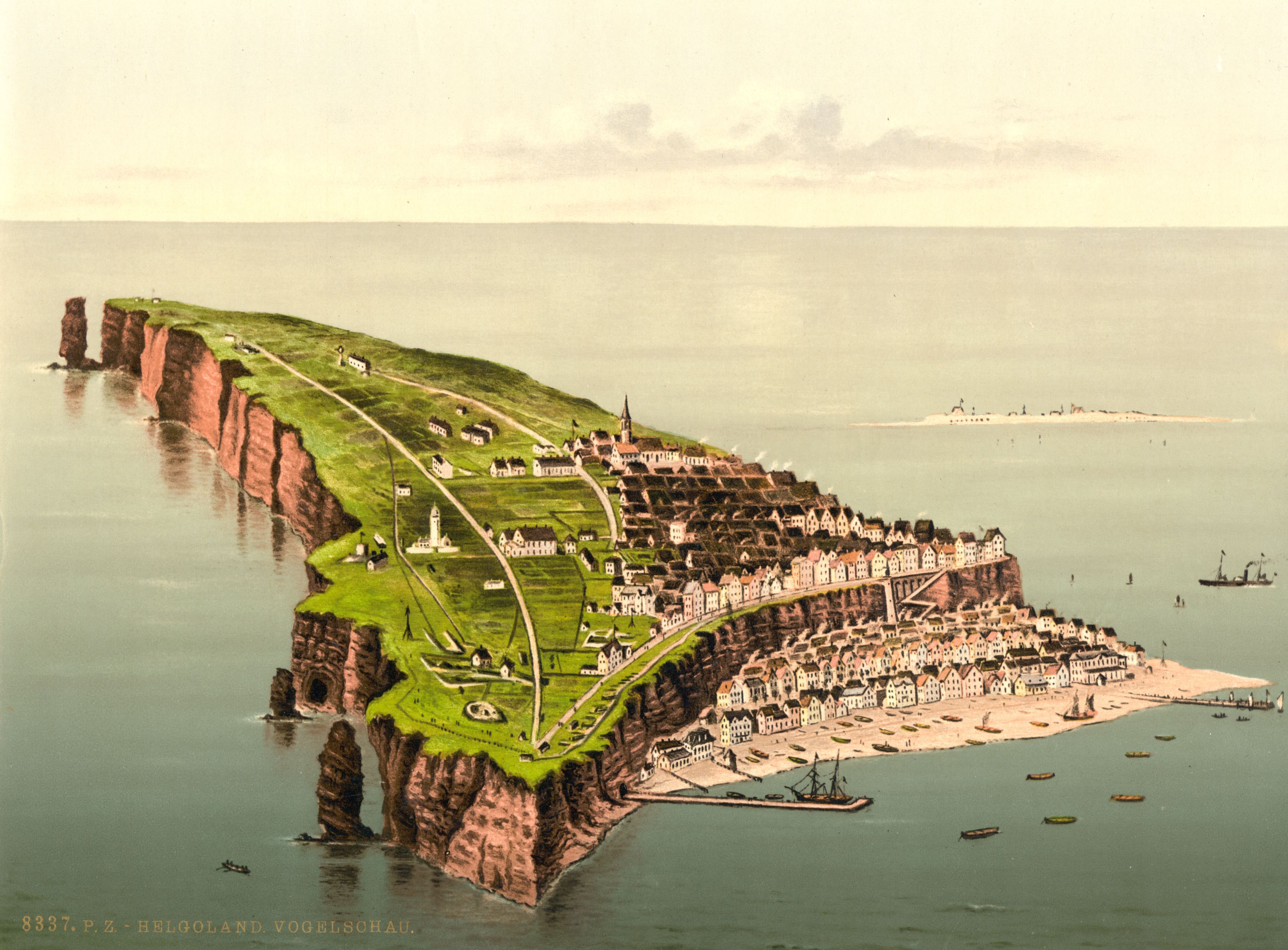
Helgoland madártávlatból (1890 - 1900 között készült színezett litográfia).

Tipikusan óceáni éghajlat jellemzi, annak minden sajátosságával együtt. Sok eső, nem túl magas évi hőingás a két legfőbb ismérv, de van ezen kívül egy nagyon jó tulajdonsága az itteni levegőnek: mentes a pollentől, így kiváló üdülőhely az allergiásoknak.
A tél az egyik legenyhébb Németországban +2 °C-kal, ritka a –5 °C alatti hőmérséklet. Az Észak-Atlanti áramlás melegítő hatásának következtében a tenger 5 °C-os átlaghőmérsékletű még télen is, ami melegebb a hasonló szélességi körök átlagánál, soha nem fagy be. Kelet-északkeleti irányból betörhetnek az orosz sztyeppék felől hideg, illetve nyáron meleg szelek, ezáltal akár 10 °C-kal melegebb is előfordulhat, mint a tőle délkeletre fekvő, szárazföldi Hamburgban.
A köd gyakori vendég errefelé, főleg télen, és a tavasz is csak későn kezdődik, érzékelhetően csak májustól emelkedik a hőmérséklet. Nyáron a levegőé 20 °C fok fölé, a tengervízé a legmelegebb időszakban (augusztus) 16-17 °C-ig. Az ősz a legnedvesebb időszak, ezekben a hónapokban 15-20 napon át esik az eső. Az átlagos évi középhőmérséklet 9 °C körüli (ez az észak-magyarországi síksági területek átlaga), míg a csapadék 700mm körüli. Hó ritkán fordul elő.

## Történelem
A szigetet a kora középkortól a frízek lakják. 1402 és 1714 között a schleswigi területekkel együtt Dánia fennhatósága alá került. 1814-ben a britek szerezték meg. Napóleon kontinentális zárlata idején Nagy-Britannia számára létfontosságú volt a jelentős csempészetet lebonyolító sziget. Helgolandot Németország a kelet-afrikai Zanzibár szigetéért kapta meg cserébe, a Helgoland–Zanzibár-egyezmény keretében. Az átadást megpecsételő kézfogásra 1890. augusztus 10-én került sor Sir Barkley angol kormányzó és a csónakból partra szálló II. Vilmos császár között. Az Elba torkolatában, stratégiai helyen fekvő szigetet az első és a második világháború idején valóságos erőddé építették ki. A hadiflotta bázisául szolgáló szigeten a sziklába hét emelet mélyen alakítottak ki bunkerrendszert. 1945. április 18-án közel ezer angol repülőgép emiatt bombázta le a szigetet. A háborút követően, a megszálló britek a lakosságot kitelepítették, majd két évvel a bombázás után 1947. április 18-án a sziklaüregeket berobbantották. Eredetileg az egész szigetet el akarták tüntetni a föld színéről, ezt azonban nem sikerült megvalósítani. Ezután 1952-ig a Brit Királyi Légierő gyakorlótérnek használta a szigetet, a lakosság csak ekkor térhetett vissza.

## Politika

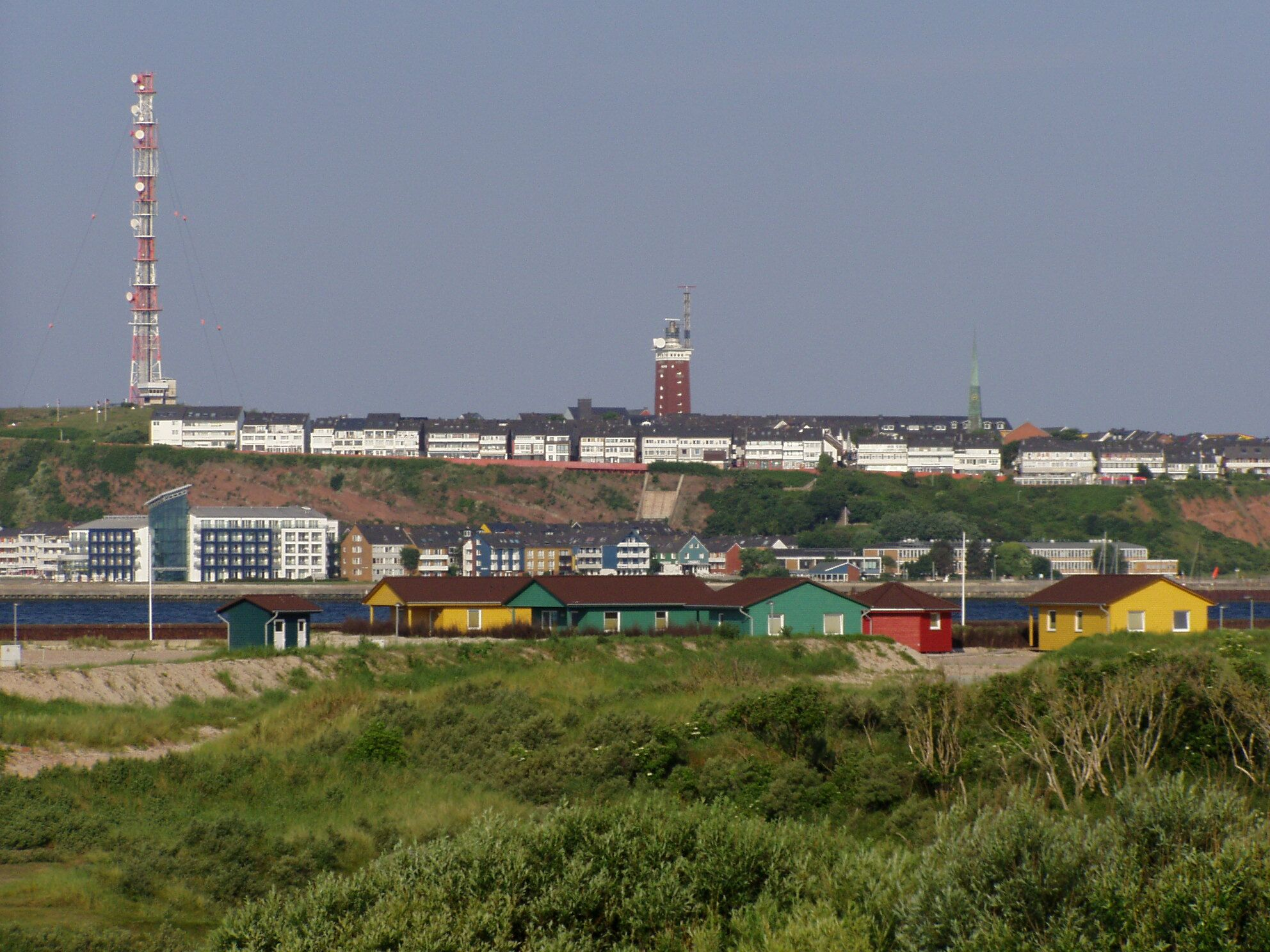
Helgoland a Düne felől nézve

## Közlekedés
A szigeteket légi, illetve vízi úton lehet megközelíteni. A sziget nem része a Schengeni övezetnek.

### Közúti közlekedés
A német közlekedési szabályok alapján tilos a gépjármű és a kerékpáros közlekedés.

### Víziközlekedés
A turistaszezonban naponta több hajójárat, fürdőhajó és gyorsjáratú katamaránok is járnak a német északi-tengeri kikötőkből Helgolandra. Főleg Cuxhavenből, Wilhelmshavenből és Bösum szigete a fő kiindulópontok. A téli időszakban, főleg októbertől márciusig drasztikusan csökken a hajóforgalom, a fürdőhajók egyáltalán nem, a katamaránok nagy része nem jár. A mellékidőszakokban a hajókon nagyrészt csak a sziget lakói, illetve azok rokonai, ismerősei utaznak, ami télen egyébként is veszélyesebb. Normál hajóval Cuxhavenből az út 130 perc, gyorsabb járatú katamaránokkal vagy szárnyashajóval 70 perc.

## Madárvilág

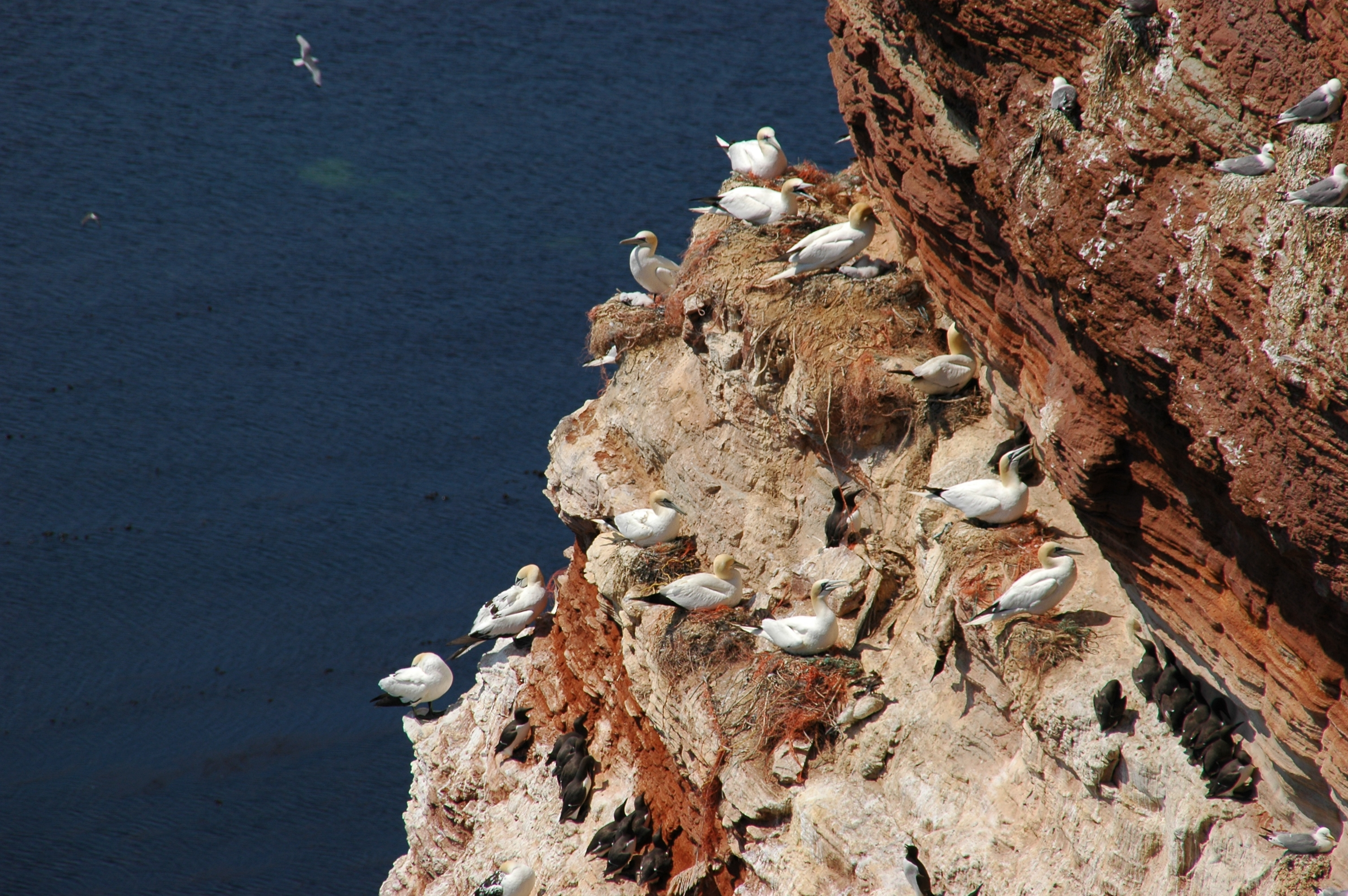
Szulák, lummák és csüllők a sziklán

A Hosszú Anna szikla

Tavasszal a sziget nyugati részén függőlegesen magasba emelkedő, vörös és fehér rétegekből álló homokkő falon sok ezer pár tengeri madár fészkel. A szorosan egymás mellett sorjázó fészkek többségét a sirályfélék közé tartozó csüllők és az alkafélék közé tartozó fekete-fehér tollazatú lummák lakják. Kisebb számban alka és északi sirályhojsza is költ a sziklaperemeken. Az utóbbi évtizedekben visszatelepedett a korábban kipusztult szula is. A sziklákon fészkelő madárfajok állományai a következőképpen alakultak az elmúlt években:
| Faj          | 2002 | 2003 | 2004 | 2005 | 2006 |
| ------------ | ---- | ---- | ---- | ---- | ---- |
| sirályhojsza | 100  | 116  | 92   | 121  | 102  |
| szula        | 130  | 145  | 190  | 200  | 222  |
| heringsirály | 0    | 2    | 4    | 2    | 6    |
| ezüstsirály  | 153  | 138  | 92   | 95   | 103  |
| csüllő       | 7968 | 8449 | 7195 | 6514 | 6974 |
| lumma        | 2212 | 1978 | 2388 | 2450 | 2655 |
| alka         | 17   | 12   | 17   | 18   | 18   |
| dankasirály  | 4    | 7    | 3    | 13   | 8    |

Az atlanti partvidék mentén zajló madárvonulásban a sziget jelentős forgalmat bonyolít le. Emiatt 1909-ben Helgolandon Hugo Weigold madárvártát alapított. A Felföld gyér bozótosaiban sok ezer énekesmadár keres menedéket, pihenőhelyet, ezt kihasználva tudják befogni és meggyűrűzni őket. A nagy tömegben vonuló gyakori fajok mellett kelet-ázsiai, szibériai ritkaságok is előfordulnak, ami azzal magyarázható, hogy egyes példányok rossz irányba indulnak el a telelőhelyükre vezető úton. A madárfogáshoz egy nagyméretű, tölcsérszerűen keskenyedő eszközt fejlesztettek ki, amelyet máshol is többnyire szigeteken alkalmaznak és közkeletű neve "Helgoland-csapda".

## Források

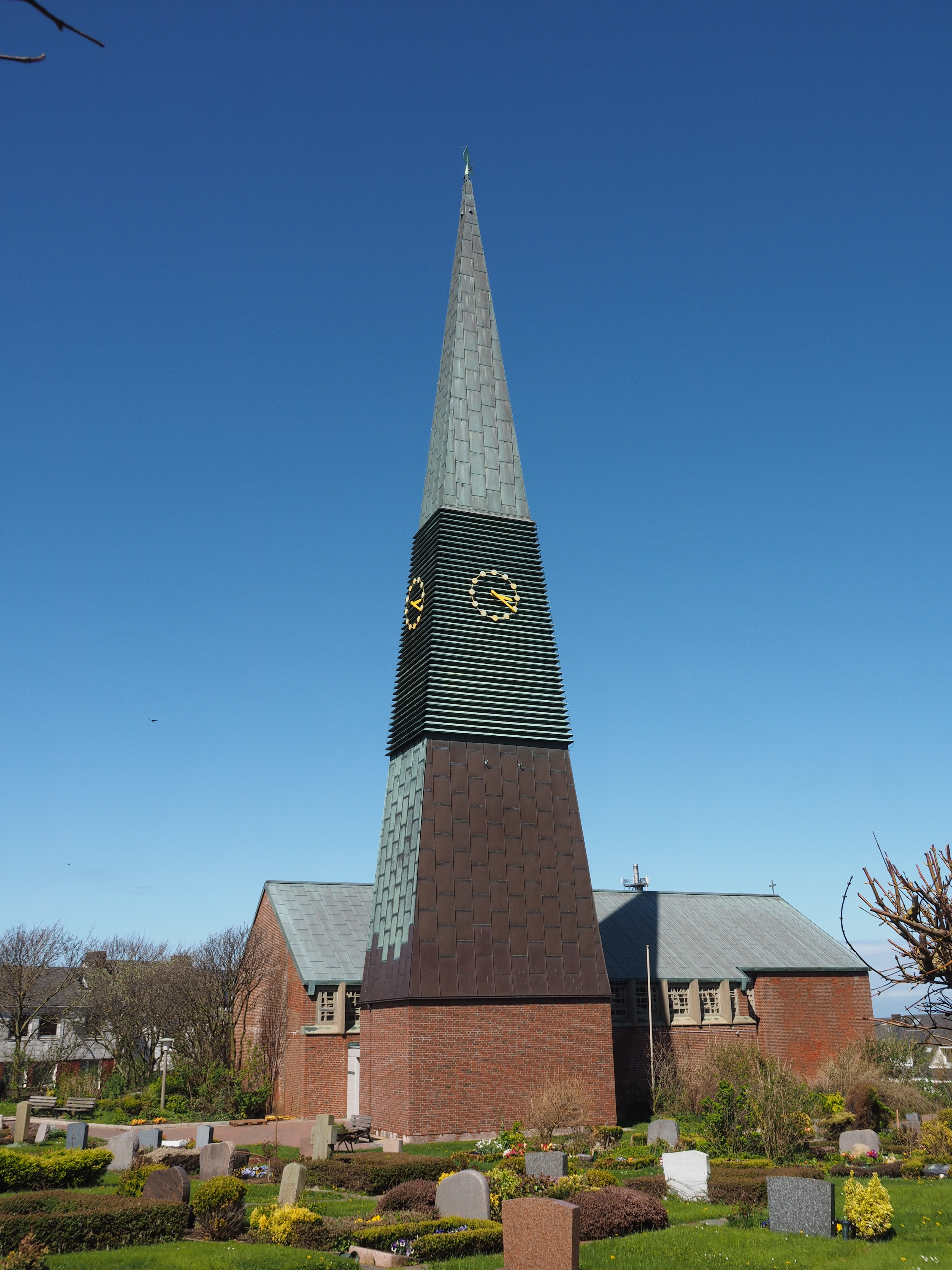
A St. Nicolai templom